# 1654 a tudományban
Az 1654. év a tudományban és a technikában.

## Fizika
- Otto von Guericke bemutatja a birodalmi gyűlés előtt a magdeburgi féltekékkel végzett kísérletet, amelyekkel demonstrálta a vákuum tulajdonságait (magdeburgi kísérlet).

## Matematika
- Blaise Pascal vallási megtérése és a Pascal-háromszög kiszámítási szabályának felfedezése.

## Születések
- december 27. – Jacob Bernoulli matematikus († 1705)

## Halálozások
- június 27. – Johann Valentin Andreae német filozófus, matematikus, teológus.